# Цибутович Ксенія Геннадіївна
Ксенія Геннадіївна Цибутович (рос. Ксения Геннадьевна Цыбутович; нар. 26 червня 1987, Москва, СРСР) — російська футболістка, захисниця петербурзького «Зеніту». Виступала за збірну Росії. Майстер спорту Росії міжнародного класу.

## Клубна кар'єра
Народилася в Москві. У футболі з 1997 року, перша команда — «Русь» (Москва), перший тренер — Є.М. Славнов. 2002 року перейшла до «Чертаново». У 2006 році перейшла в «Росіянку», з якою одразу виграла чемпіонат та Кубок Росії. У 2009 році змінила команду й стала гравчинею пермської «Зіркою 2005», з якою в тому ж році виграв чемпіонат Росії та Кубок Росії у 2012 році. Також у 2009 році вона була удостоєна нагороди найкращої футболістки року. Разом з пермчанками взяла участь в останньому розіграші жіночого Кубку УЄФА 2009 року, який завершився поразкою в фіналі від німецького «ФКР 2001 Дуйсбург». У 2012 році перейшла до «Рязані-ВДВ», відіграв п'ять сезонів і виграв чемпіонат та Кубок Росії. Також у складі «Рязані-ВДВ» вона мала можливість виступати в жіночій Лізі чемпіонів УЄФА 2014/15, в якому рязанки програли шведському «Русенгорду», але Ксенія відзначилася єдиним голом рязанського клубу у вище вказаному турнірі. Одужавши від тяжкої травми, у 2017 році залишила «Рязань-ВДВ» (96 матчів, 15 голів) та перейшла до московського ЦСКА

## Кар'єра в збірній
Виступала за збірні Росії молодшого віку. Чемпіонка Європи серед 19-річних 2005 року. На вище вказаному турнірі — капітан команди. Реалізувала вирішальний удар у серії післяматчевих пенальті в фіналі проти Франції, який приніс росіянкам перемогу. Входила до складу молодіжної збірної Росії (WU-20), яка брала участь у чемпіонатах світу2004 та 2006 року (чемпіонату світу приймала Росія), реалізувала пенальті 2004 року в мінімальній перемозі над Бразилією у чвертьфіналі.
У 2005 році дебютувала в національній збірній у кваліфікації чемпіонату світу 2007 року. провела щонайменше 80 матчів. Учасниця фінальних турнірів чемпіонату Європи 2009 року (3 матчі, 1 гол) та 2013 року (3 матчі), відзначилася одним голом на груповому етапі 2009 року. У 2017 році припинила активні виступи за збірну, проте через декілька років, у лютому 2021 року, знову була викликана в команду і взяла участь у товариському матчі проти Сербії. Неодноразово була капітаном національної збірної.

### Забиті м'ячі
| Змагання              | Раунд        | Дата       | Місце     | Суперник  | Голи | Результат | Загалом |
| --------------------- | ------------ | ---------- | --------- | --------- | ---- | --------- | ------- |
| чемпіонат Європи 2009 | Перший раунд | 2009–08–28 | Гельсінкі | Англія    | 1    | 2–3       | 1       |
| чемпіонат світу 2015  | кваліфікація | 2014–04–05 | Хімки     | Словенія  | 1    | 4–1       | 3       |
| чемпіонат світу 2015  | кваліфікація | 2014–06–14 | Домжале   | Словенія  | 1    | 2–1       | 3       |
| чемпіонат світу 2015  | кваліфікація | 2014–09–13 | Москва    | Німеччина | 1    | 1–4       | 3       |

## Досягнення
- Чемпіонат Росії
  -  Чемпіон (3): 2006, 2009, 2019

- Кубок Росії
  -  Володар (2): 2006, 2008

- Жіночий чемпіонат Європи з футболу (U-19)
  -  Чемпіон (1): 2005

- Кубок Альгени
  -  Володар (1): 2006

## Статистика
- 2005  «Спартак» (Москва)  3 у Чемпіонаті Росії
- 2006  «Росіянка» (Московська область)  2 у Чемпіонаті Росії
- 2007  «Росіянка» (Московська область)  3 у Кубок Росії
- 2008  «Росіянка» (Московська область)  1 у Чемпіонаті Росії та  1 у Кубок Росії
- 2009  «Зірка-2005» (Перм)  2 у Чемпіонаті Росії
- 2010  «Зірка-2005» (Перм)  2 у Чемпіонаті Росії
- 2011/2012  «Зірка-2005» (Перм)  1 у Чемпіонаті Росії
- 2019  ЦСКА (Москва)  11 у Чемпіонаті Росії